# Филатов, Сергей Александрович
Серге́й Алекса́ндрович Фила́тов (10 июля 1936, Москва — 25 августа 2023, Москва, Москва) — российский государственный, политический и общественный деятель. Руководитель Администрации Президента Ельцина (1993—96). Президент Фонда социально-экономических и интеллектуальных программ.

## Биография
Родился 10 июля 1936 года в Москве в семье поэта Александра Фёдоровича Филатова (1913—1985).

### Образование и работа
В 1964 году окончил Московский энергетический институт по специальности «инженер-электромеханик». Кандидат технических наук.
Работал на Московском металлургическом заводе «Серп и молот», на должностях помощника мастера-электрика в прокатном цехе, секретаря комитета комсомола завода, конструктора, руководителя проектно-конструкторского отдела электропривода и автоматики. В 1966—1968 годах находился в рабочей командировке на металлургическом заводе им. Хосе Марти на Кубе. 
В 1969 году перешёл на научную работу во Всесоюзный научно-исследовательский и проектно-конструкторский институт металлургического машиностроения А. И. Целикова. Был главным инженером, заведующим лабораторией, а с 1986 года — начальником отдела автоматизированных систем.

### Политическая и культурно-общественная деятельность
В марте 1990 года был избран народным депутатом РСФСР, членом Совета Республики Верховного Совета Российской Федерации (1990), был членом Комитета Верховного Совета по свободе совести, вероисповеданиям, милосердию и благотворительности (1990), членом Комитета по вопросам экономической реформы и собственности (1990).
С января по ноябрь 1991 года — Секретарь Президиума Верховного Совета РСФСР.
В августе 1991 года во время ГКЧП возглавлял депутатский штаб обороны Белого дома.
С ноября 1991 года — первый заместитель Председателя Верховного Совета РСФСР, по должности являлся членом Президиума Верховного Совета РСФСР.
С апреля 1992 года — Постоянный член Совета Безопасности Российской Федерации (по должности).
В сентябре-октябре 1993 года — один из организаторов акции силового подавления Верховного Совета России.
С 1993 по 1996 год был руководителем Администрации Президента Российской Федерации, а также председателем экспертно-аналитического совета при президенте РФ и председателем комиссии при Президенте РФ по государственным премиям в области литературы и искусства.
В 2006 году стал Председателем Экспертного совета Фонда «Внимание», который 13—14 апреля 2006 провёл первый в России форум по теме СДВГ.
Возглавлял Фонд социально-экономических и интеллектуальных программ. На протяжении многих лет — организатор форумов молодых писателей России и Зарубежья, региональных форумов молодых писателей на Северном Кавказе, в Поволжье и др. Член СЖР. Член, Председатель Союза писателей Москвы, сопредседатель Общественного научно-консультативного совета при ЦИК России (с 2010 года).
В марте 2014 года подписал обращение против политики российской власти в Крыму.
Умер 25 августа 2023 года в Москве в возрасте 87 лет, из-за болезни крови. 29 августа прошла церемония прощания в Ритуальном зале Центральной клинической больницы. Похороны состоялись на Троекуровском кладбище.

## Звания и награды
- орден Почёта (20 июля 2011 года) — за большие заслуги в развитии отечественной культуры и искусства и многолетнюю плодотворную деятельность[10]
- орден Дружбы (5 июля 1996 года) — за заслуги перед государством и многолетнюю добросовестную работу[11]
- медаль «Защитнику свободной России» (5 августа 1994) — за исполнение гражданского долга при защите демократии и конституционного строя 19-21 августа 1991 года, большой вклад в проведение в жизнь демократических преобразований, укрепление дружбы и сотрудничества между народами[12]
- медаль «В память 850-летия Москвы»
- медаль «Ветеран труда»
- Государственная премия СССР (1988)[2] — за разработку и внедрение ресурсосберегающего совмещённого процесса непрерывного литья и прокатки сталей и сплавов (с коллективом)
- Почётная грамота Президента Российской Федерации (2008)
- Благодарность Президента Российской Федерации (9 июля 1996 года) — за активное участие в организации и проведении выборной кампании Президента Российской Федерации в 1996 году[13]
- Благодарность Президента Российской Федерации (20 ноября 2020 года) — за вклад в организацию и проведение мероприятий по увековечению памяти и празднованию 100-летия со дня рождения Д. А. Гранина[14]
- Действительный член Международной академии творчества, Международной академии духовного единства народов мира.
- Почётный член Российской Академии художеств (2011)[2]
- Обладатель Специального диплома За верность литературе Всероссийского онлайн-фестиваля поэзии CMZ-FEST

## Семья и увлечения
Был женат, две дочери. Увлекался лыжами, плаванием, бегом, бадминтоном, любил готовить.

## Критика
14 человек из правительства мы выгнали во главе с [Александром] Шохиным, первым вице-премьером, [главу администрации президента Сергея] Филатова — коррупционера, негодяя, за то, что он работал с жуликами, с ворами, которые поставили ему особняк покруче моего сейчас. Только чугунный забор стоил 400 тысяч долларов.— «Знаю их всех». Говорит Александр Коржаков